# خط جزیره (ام‌تی‌آر)
خط جزیره (به لاتین: Island line) یکی از خطوط مترو ام‌تی‌آر در هنگ کنگ است.
این خط که در سال ۱۹۸۵ تأسیس شده دارای ۱۲ ایستگاه و ۱۶٫۳ کیلومتر طول است.

## نگارخانه

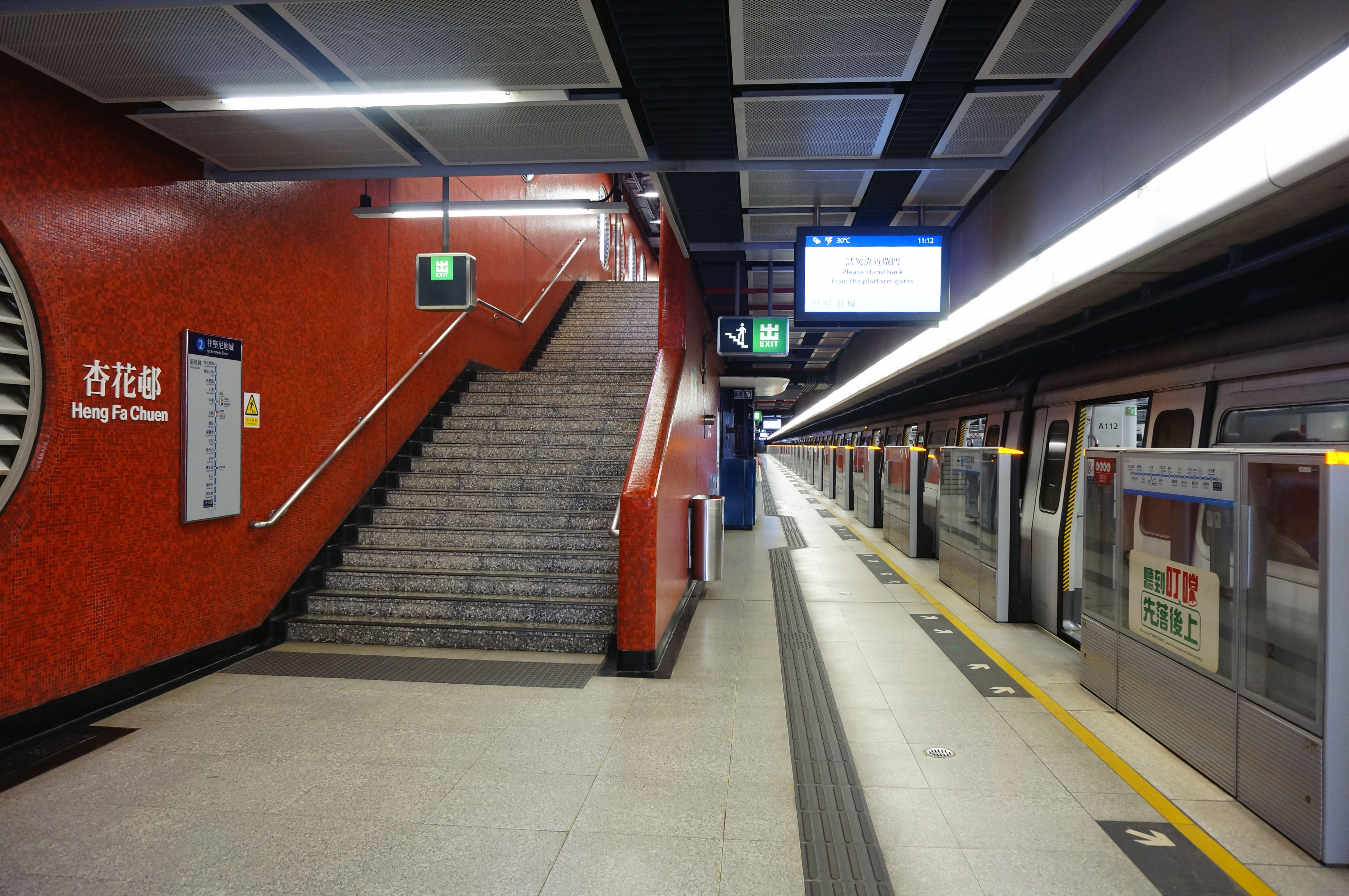
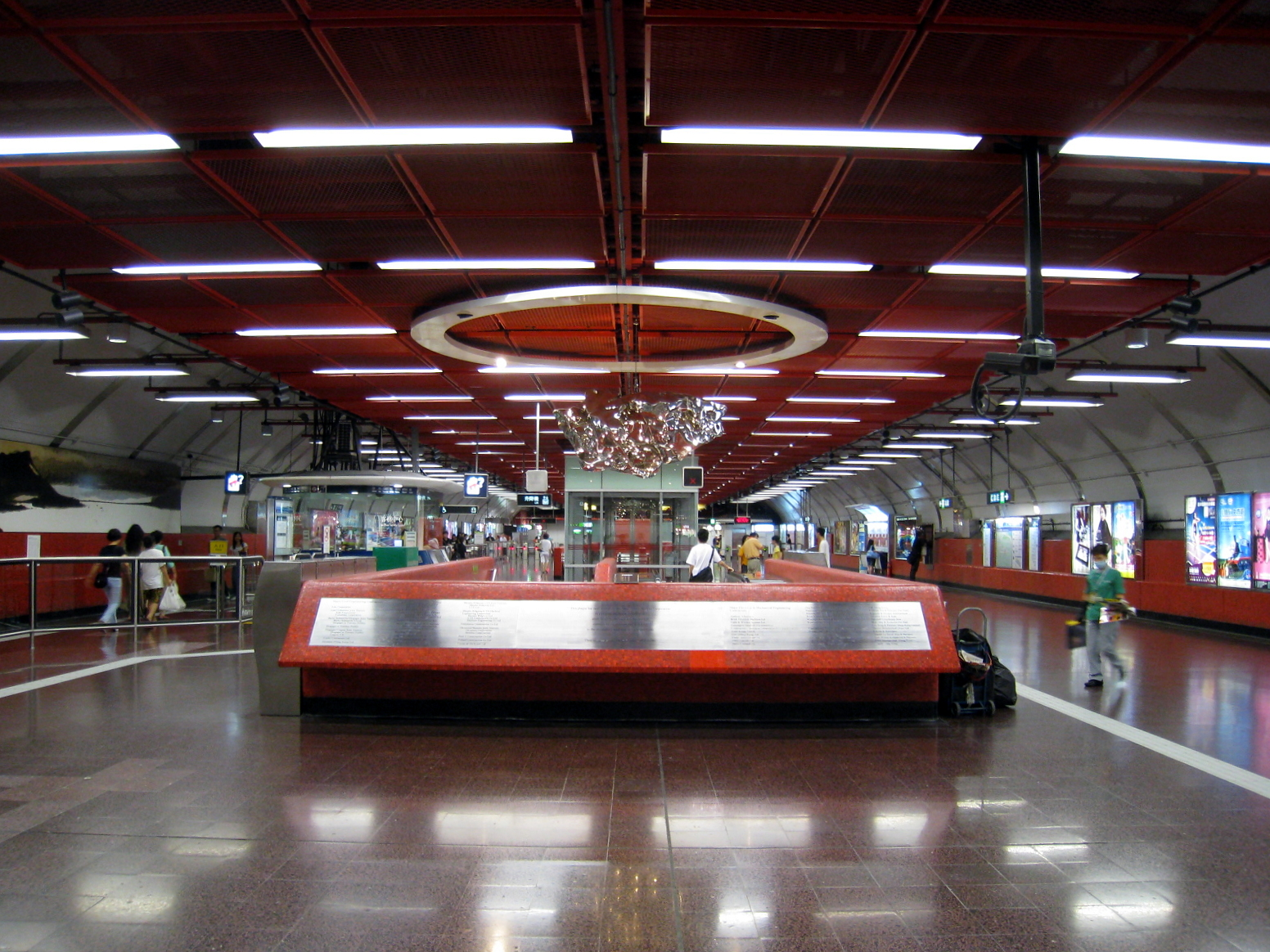
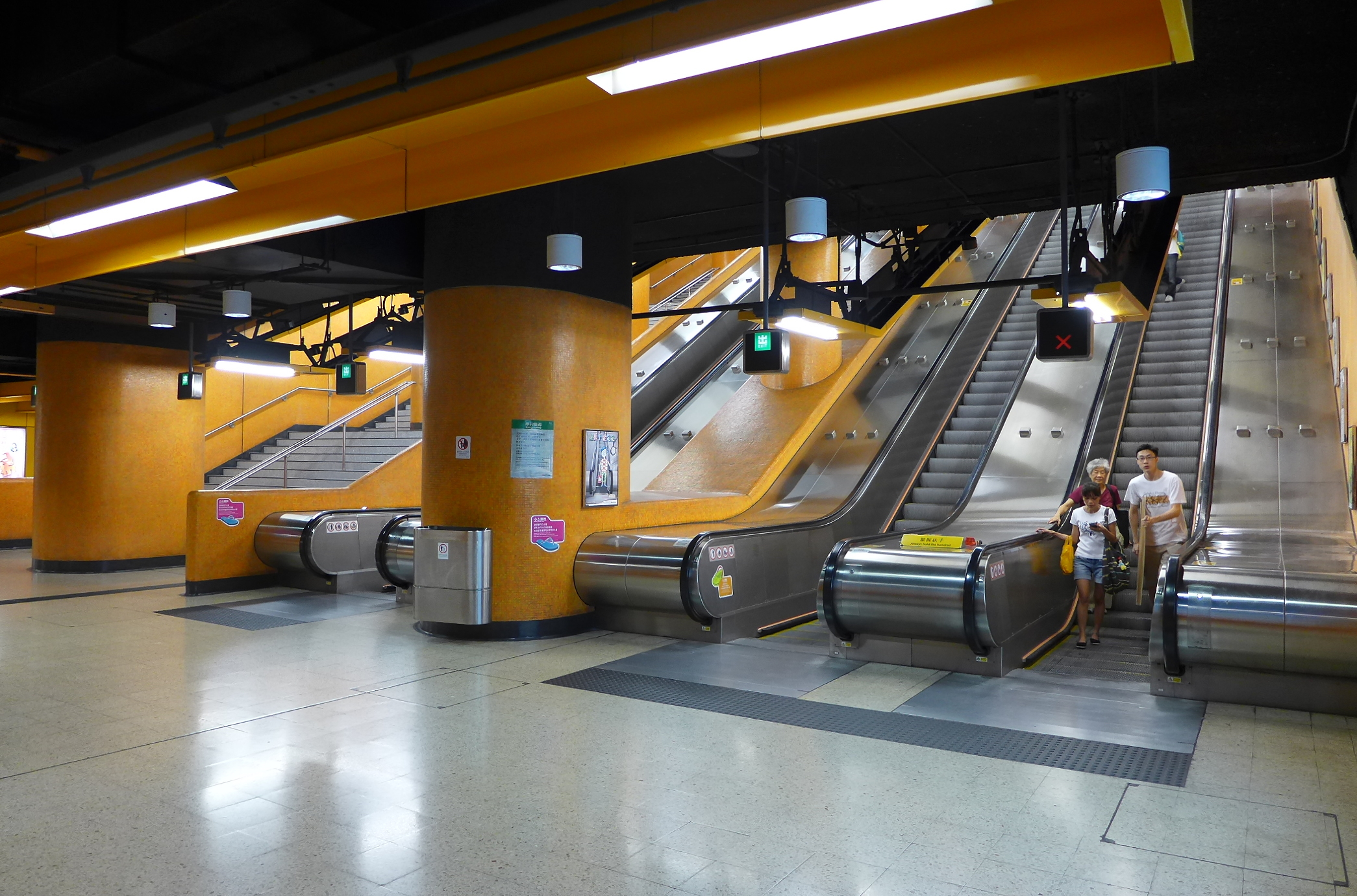
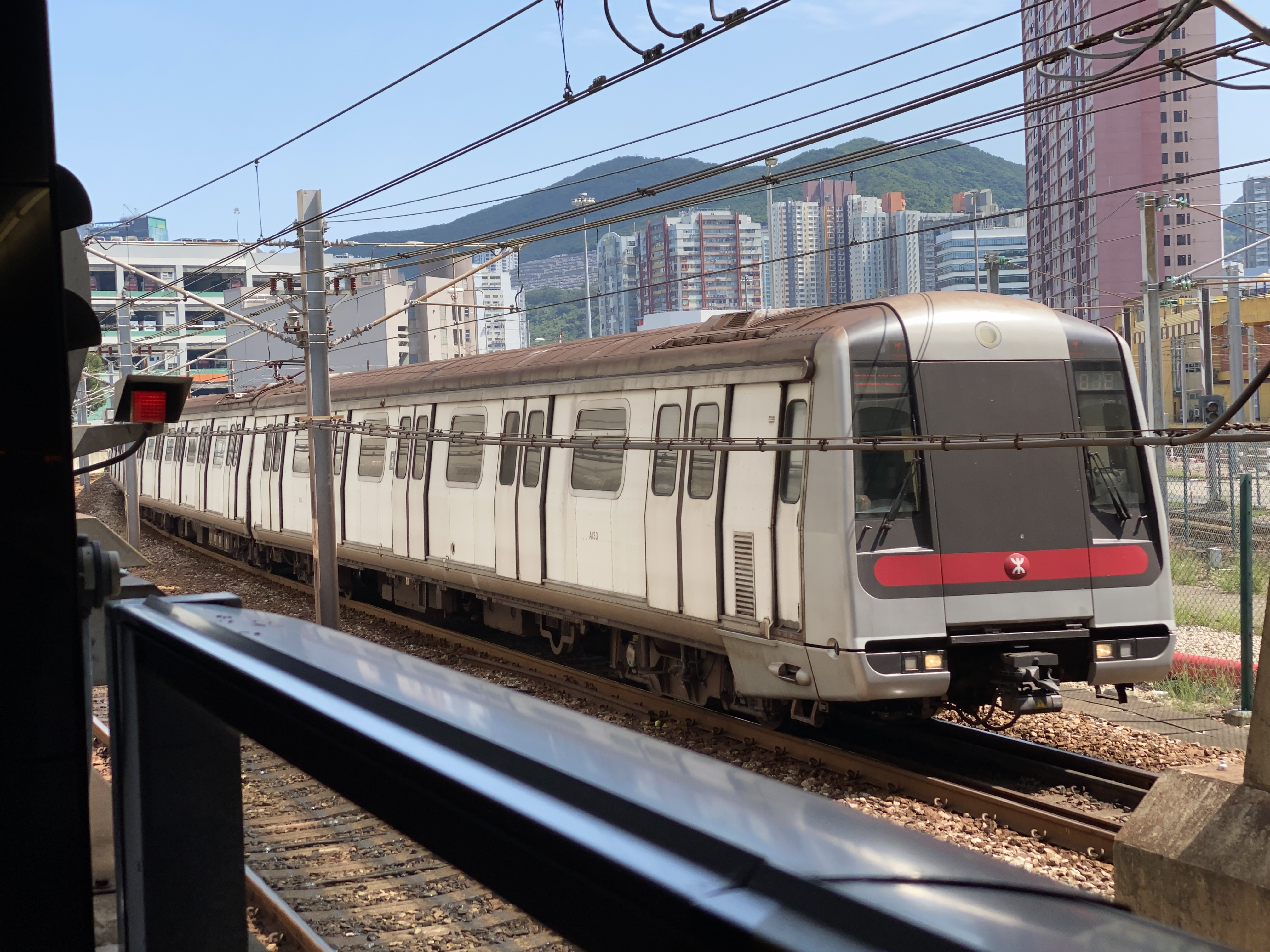